# Khởi nghĩa Trunajaya
Khởi nghĩa Trunajaya (còn viết là Trunojoyo; tiếng Indonesia: Pemberontakan Trunajaya) hay Chiến tranh Trunajaya là cuộc khởi nghĩa do vương công người Madura Trunajaya và các chiến binh từ Makassar tiến hành nhằm chống lại Vương quốc Mataram và Công ty Đông Ấn Hà Lan (VOC) ủng hộ họ tại Java (nay là Indonesia) trong thập niên 1670.
Cuộc khởi nghĩa ban đầu giành được thành công; quân khởi nghĩa chiếm được Gegodog (1676), phần lớn duyên hải phía bắc đảo Java (1677), và thủ đô của Mataram (1677) từ tay quân triều đình. Trong quá trình triều đình triệt thoái, Quốc vương Amangkurat I qua đời. Người kế vị là Amangkurat II yêu cầu VOC hỗ trợ, với điều kiện sẽ thanh toán bằng tiền mặt và nhượng bộ lãnh thổ. Sự can dự sau đó của VOC đã thay đổi diễn biến của cuộc chiến. Trunajaya bị lực lượng VOC và Mataram đánh đuổi khỏi Surabaya (1677), VOC cũng giúp Mataram giành lại lãnh thổ đã mất và giành quyền kiểm soát Kediri (1678). Tuy nhiên, cuộc khởi nghĩa vẫn tiếp diễn cho đến khi Trunajaya bị bắt giữ vào cuối năm 1679 và các thủ lĩnh khởi nghĩa khác bị lật đổ, bị giết hoặc khuất phục (1679–1680). Amangkurat II đích thân hành quyết Trunajaya vào năm 1680 trong khi người này là tù nhân của VOC.
Sau khi cha mình mất vào năm 1677, Amangkurat II cũng phải đối mặt với các đối thủ tranh giành ngôi vị. Đối thủ nặng ký nhất là em trai ông Pangeran Puger, người này chiếm thủ đô Plered vào năm 1677 và không đầu hàng cho đến năm 1681.

## Bối cảnh

Bản đồ Java, minh hoạ những cuộc bành trướng của Mataram ngay trước khi Amangkurat I lên ngôi vào năm 1646.

Amangkurat I nắm giữ ngôi vương của Mataram vào năm 1646 khi kế nhiệm Sultan Agung, Sultan Agung là người mở rộng lãnh địa của Mataram ra hầu hết Trung và Đông Java, cũng như một vài chư hầu hải ngoại tại Nam Sumatra và Borneo. Những năm đầu trị vì của Amangkurat I có dấu ấn là các vụ hành quyết và thảm sát kẻ thù chính trị của ông. Để đối phó với nỗ lực đảo chính thất bại của em trai mình là Pangeran Alit, ông ra lệnh thảm sát những người đàn ông Hồi giáo mà ông tin rằng đồng lõa với cuộc khởi nghĩa của Alit. Bản thân Alit cũng bị giết trong cuộc đảo chính thất bại. Cha vợ của ông Pangeran Pekik là con trai của Công tước Surabaya bị Mataram chinh phục, sống tại triều đình Mataram sau khi Surabaya chiến bại, đến năm 1659, Amangkurat I nghi ngờ rằng người này đang cầm đầu một âm mưu chống lại tính mạng của ông. Ông ra lệnh giết chết Pekik và người thân. Vụ thảm sát gia tộc vương công quan trọng nhất Đông Java này tạo ra rạn nứt giữa Amangkurat I và các thần dân Đông Java của ông, và gây ra xung đột với con trai ông là thái tử (sau này Amangkurat II), cũng là cháu ngoại của Pekik. Trong vài năm tiếp theo, Amangkurat I thực hiện thêm một số vụ giết người nhằm vào các thành viên giới quý tộc mà ông mất đi lòng tin.
Raden Trunajaya (còn viết là Trunojoyo) là một hậu duệ của những người thống trị Madura, họ bị buộc phải sống tại triều đình Mataram sau khi Madura chiến bại và bị sáp nhập vào Mataram năm 1624. Sau khi cha ông bị Amangkurat I xử tử vào năm 1656, ông rời triều đình, chuyển đến Kajoran và kết hôn với con gái của Raden Kajoran, người đứng đầu gia tộc cầm quyền tại đó. Gia tộc Kajoran là một gia tộc giáo sĩ cổ xưa và có quan hệ hôn nhân với vương tộc. Raden Kajoran kinh hoàng trước sự tàn bạo dưới quyền cai trị của Amangkurat I, bao gồm việc hành quyết các quý tộc trong triều đình. Năm 1670, Kajoran giới thiệu con rể Trunajaya của mình với thái tử, người mới bị quốc vương lưu đày do một vụ bê bối, và cả hai xây dựng một tình bạn trong đó có cả sự ghét bỏ chung đối với Amangkurat I. Năm 1671, Trunajaya quay trở lại Madura, tại đây ông sử dụng sự ủng hộ của thái tử để đánh bại thống đốc địa phương và trở thành chủ nhân của Madura.

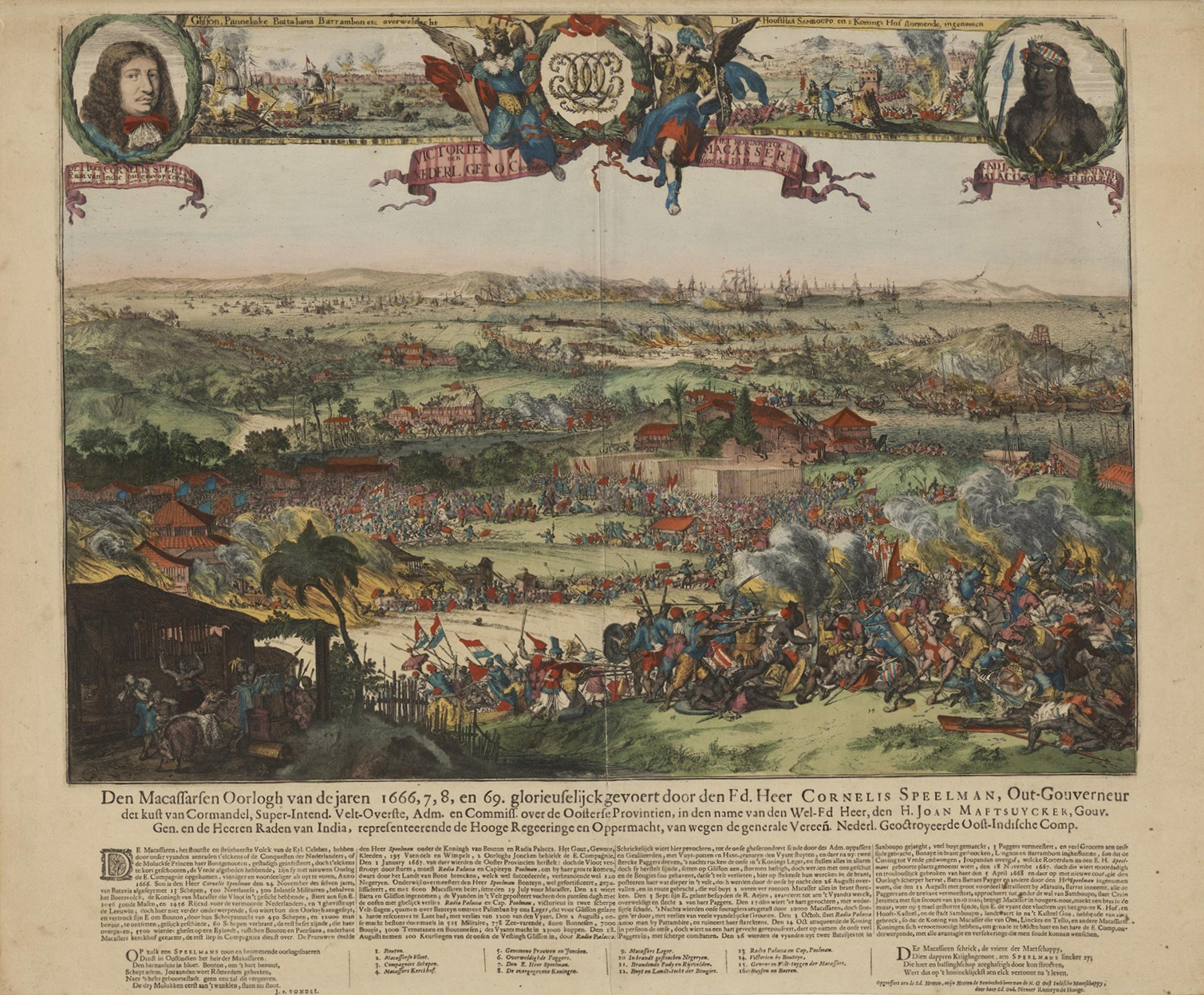
VOC chiếm lĩnh Makassar vào năm 1669 đã khiến các chiến binh Makassar di cư đến Java, nhiều người trong số họ sau này gia nhập phe khởi nghĩa.

Makassar là trung tâm thương mại chính của khu vực nằm về phía đông của Java. Sau chiến thắng năm 1669 của VOC trước Vương quốc Gowa trong Chiến tranh Makassar, các nhóm binh sĩ Makassar đã chạy trốn khỏi Makassar để tìm kiếm vận may ở nơi khác. Ban đầu, họ định cư tại các lãnh thổ của Vương quốc Banten, nhưng đến năm 1674 thì họ bị trục xuất và chuyển sang làm cướp biển, tấn công các thị trấn ven biển ở Java và Nusa Tenggara. Thái tử Mataram sau đó cho phép họ định cư tại Demung, một ngôi làng ở phần cực đông của Java. Năm 1675, một nhóm chiến binh và cướp biển người Makassar bổ sung do Kraeng của Galesong lãnh đạo đã đến Demung. Những chiến binh lưu động Makassar này sau đó sẽ tham gia cuộc khởi nghĩa với tư cách là đồng minh của Trunajaya.

## Thế lực liên quan

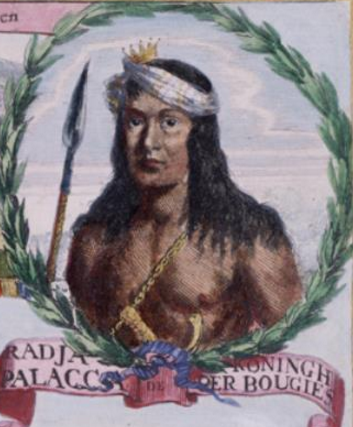
Lực lượng Bugis dưới quyền Thân vương Arung Palakka (ảnh) nằm trong số những người liên minh với VOC để trấn áp cuộc khởi nghĩa.

Mataram thiếu quân đội thường trực, phần lớn lực lượng quân sự được lấy từ quân do các chư hầu của quốc vương gây dựng, họ cũng cung cấp vũ khí và vật tư. phần lớn binh sĩ là nông dân bị các lãnh chúa địa phương bắt đi lính. Ngoài ra, quân đội còn bao gồm một số ít binh sĩ chuyên nghiệp được lấy ra từ lực lượng bảo vệ cung điện. Quân đội đã sử dụng đại bác, các loại súng cầm tay nhỏ bao gồm súng kíp (tiếng Java: senapan) và súng carbine, kỵ binh và công sự. Sử gia M. C. Ricklefs cho biết việc chuyển giao công nghệ quân sự của châu Âu cho người Java là "gần như ngay lập tức", khi mà người Java sản xuất thuốc súng và súng cầm tay muộn nhất là vào năm 1620. Người châu Âu được thuê để huấn luyện quân Java về cách sử dụng vũ khí, kỹ năng lãnh đạo quân sự và kỹ thuật xây dựng, nhưng bất chấp sự huấn luyện này, các nông dân nhập ngũ của quân đội Java thường thiếu kỷ luật và bỏ chạy trong trận chiến. Quân của Mataram có số lượng "lớn hơn nhiều" so với 9.000 quân của quân khởi nghĩa tại Gegodog vào tháng 9 năm 1676, giảm xuống chỉ còn "một đoàn tùy tùng nhỏ" sau khi thủ đô thất thủ vào tháng 6 năm 1677, và tăng lên hơn 13.000 trong cuộc hành quân đến thủ đô của Trunajaya tại Kediri vào cuối năm 1678.
VOC có binh sĩ chuyên nghiệp của riêng họ. Mỗi binh sĩ VOC có một thanh kiếm, vũ khí nhỏ, hộp đạn, túi đựng và thắt lưng, bom khói và lựu đạn. Phần lớn thành viên chính quy của VOC là người Indonesia, với một số ít binh sĩ và thủy quân lục chiến châu Âu, tất cả đều dưới quyền chỉ huy của các sĩ quan châu Âu. Mặc dù về mặt công nghệ, quân VOC không vượt trội so với đối tác bản địa của họ, nhưng nhìn chung họ được huấn luyện, kỷ luật và trang bị tốt hơn các quân đội bản địa Indonesia. Binh sĩ VOC cũng khác biệt về hậu cần: quân của họ hành quân từng bước, theo sau là một đoàn xe đẩy dài chở đồ tiếp tế. Điều này mang lại cho họ lợi thế trước quân Java, những người thường sống xa đất ruộng và thường xuyên phải đối mặt với tình trạng thiếu nguồn cung. Lực lượng VOC lên tới 1.500 người vào năm 1676, nhưng sau đó họ được tăng cường từ các đồng minh Bugis dưới quyền lãnh đạo của Arung Palakka. Đạo quân 1.500 người Bugis đầu tiên đến Java vào cuối năm 1678, và đến năm 1679 đã có 6.000 quân Bugis tại Java.
Tương tự như những bên tham chiến khác, quân đội của Trunajaya và các đồng minh của ông cũng sử dụng đại bác, kỵ binh và công sự. Khi VOC chiếm Surabaya từ tay Trunajaya vào tháng 5 năm 1677, Trunajaya bỏ chạy với 20 khẩu đại bác bằng đồng của mình và để lại 69 chiếc bằng sắt và 34 chiếc bằng đồng. Lực lượng của Trunajaya bao gồm người Java, người Madura và người Makassar. Khi quân khởi nghĩa xâm chiếm Java năm 1676, quân số của họ là 9.000 người và bao gồm những người theo Trunajaya và các chiến binh Makassar. Sau đó, cuộc khởi nghĩa có sự tham gia của các quý tộc Java và Madura khác. Đáng chú ý là lãnh chúa Giri gia nhập vào đầu năm 1676, ông là một trong những lãnh chúa tinh thần Hồi giáo nổi bật nhất tại Java. Cha vợ của Trunajaya là Raden Kajoran, người đứng đầu gia tộc Kajoran hùng mạnh, gia nhập sau chiến thắng của Trunajaya tại Gegodog vào tháng 9 năm 1676, và chú của Trunajaya là thân vương của Sampang (sau này là Cakraningrat II) tham gia sau khi thủ đô của Mataram thất thủ vào tháng 6 năm 1677.

## Chiến dịch

### Khởi đầu và các thắng lợi ban đầu
Cuộc khởi nghĩa bắt đầu bằng một loạt cuộc tấn công của cướp biển Makassar đóng tại Demung nhằm vào các thị trấn mậu dịch trên duyên hải phía bắc Java. Cuộc đột kích đầu tiên diễn ra vào năm 1674 tại Gresik nhưng bị đẩy lùi. Trunajaya ký kết một hiệp ước và liên hôn với thủ lĩnh của người Makassar là Kraeng của Galesong vào năm 1675, và lên kế hoạch cho các cuộc đột kích tiếp theo. Cùng năm đó, quân Makassar-Madura chiếm lĩnh và đốt cháy các thành phố chính ở phần đông bắc Java, từ Pajarakan đến Surabaya và Gresij. Do lực lượng trung thành thất bại trước quân khởi nghĩa, Quốc vương Amangkurat I bổ nhiệm một thống đốc quân sự tại Jepara, thủ phủ của tỉnh duyên hải phía bắc, và củng cố thị trấn. Lực lượng Mataram hành quân đến Demung đã bị đánh bại, và các hành động phối hợp của tàu Mataram và VOC nhằm vào khu vực duyên hải do quân đột kích kiểm soát không phải lúc nào cũng thành công. Kraeng của Galesong chuyển đến Madura, lãnh địa của đồng minh Trunajaya của ông. Năm 1676, Trunajaya tự phong cho mình tước hiệu Panembahan (Lãnh chúa của) Maduretna và nhận được sự ủng hộ của sunan (chúa tể tâm linh) của Giri, gần Gresik. Một cuộc tấn công của hạm đội VOC sau đó đã phá hủy căn cứ của quân đột kích tại Demung, nhưng họ không có hành động chống lại Trunajaya tại Madura.
Vào tháng 9 năm 1676, một đội quân khởi nghĩa gồm 9.000 người do Kraeng của Galesong lãnh đạo đã từ Madura vượt sang Java và sau đó chiếm lĩnh thành phố chính của miền đông Java là Surabaya. Mataram cử một lực lượng lớn do thái tử chỉ huy (sau này Amangkurat II) đến đương đầu với quân khởi nghĩa. Một trận chiến diễn ra tại Gegodog, phía đông Tuban, vào năm 1676, khiến cho lực lượng Mataram lớn hơn nhiều bị thất bại hoàn toàn. Đội quân trung thành bị đánh tan tác, chú của quốc vương là Pangeran Purbaya bị giết, và thái tử chạy trốn đến Mataram. Thái tử bị đổ lỗi cho thất bại này vì do dự quá lâu trước khi tấn công quân khởi nghĩa. Ngoài ra, còn có tin đồn rằng ông thông đồng với kẻ thù, trong đó có người bảo trợ cũ của ông là Trunajaya. Trong vài tháng sau chiến thắng tại Gegodog, quân khởi nghĩa nhanh chóng chiếm các thị trấn mậu dịch phía bắc Java từ Surabaya về phía tây đến Cirebon, bao gồm các thị trấn Kudus và Demak. Các thị trấn dễ dàng thất thủ, một phần vì các công sự tại đó đã bị phá hủy do cuộc chinh phục của Sultan Agung khoảng 50 năm trước. Chỉ Jepara là có thể chống lại việc bị chiếm giữ, nhờ có nỗ lực chung của thống đốc quân sự mới và lực lượng VOC, vì họ đã củng cố thị trấn kịp thời. Cuộc khởi nghĩa lan rộng vào nội lục khi cha vợ quyền lực của Trunajaya trú tại phía đông thủ đô Mataram là Raden Kajoran tham gia cuộc khởi nghĩa. Lực lượng của Kajoran và Trunajaya hành quân đến thủ đô, nhưng bị lực lượng trung thành đẩy lùi.

### VOC can thiệp và thủ đô thất thủ

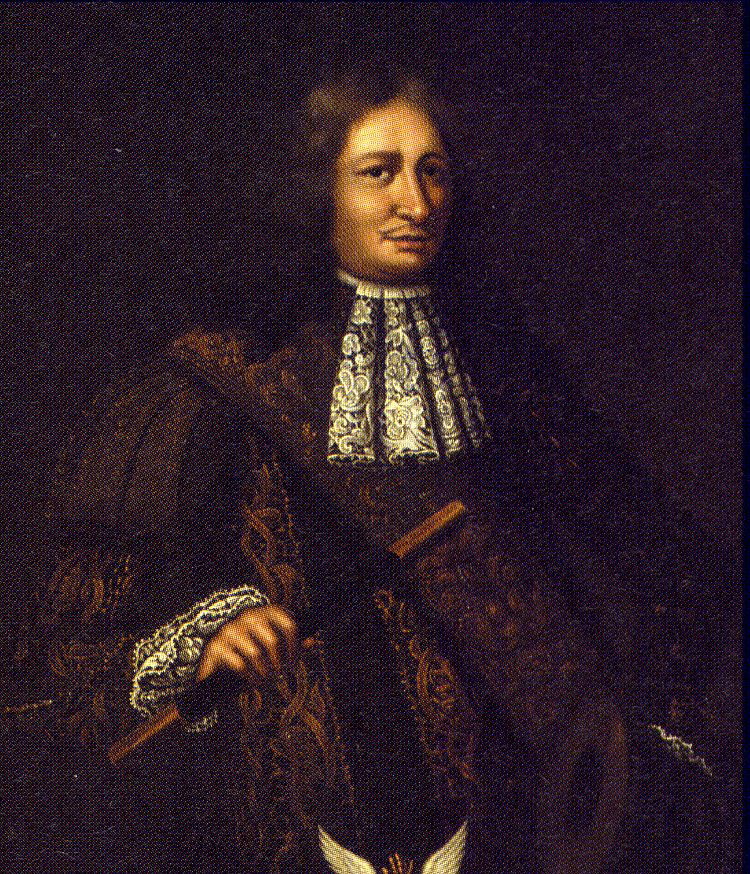
Cornelis Speelman, người lãnh đạo lực lượng VOC trong cuộc chiến năm 1677, và sau đó là Toàn quyền của VOC

Để đáp lại yêu cầu can thiệp của Mataram, VOC phái một hạm đội lớn chứa lực lượng người Indonesia và châu Âu, do Đô đốc Cornelis Speelman chỉ huy. Vào tháng 4 năm 1677, hạm đội đi đến nơi Trunajaya đóng quân là Surabaya. Sau khi đàm phán thất bại, lực lượng của Speelman xông vào Surabaya và chiếm được nơi này sau giao tranh ác liệt. Quân đội tiến hành quét sạch quân khởi nghĩa khỏi khu vực xung quanh Surabaya. Lực lượng VOC cũng chiếm hòn đảo quê hương Madura của Trunajaya và khiến dinh thự của ông tại đó trở thành đống đổ nát. Trunajaya trốn khỏi Surabaya và thành lập thủ đô của mình tại Kediri.
Mặc dù quân khởi nghĩa bị đánh bại tại Surabaya, nhưng chiến dịch của họ tại nội lục Trung và Đông Java lại đạt được nhiều thành công hơn. Chiến dịch khởi nghĩa lên đến đỉnh điểm khi thủ đô Plered thất thủ vào tháng 6 năm 1677. Quốc vương lâm bệnh, và sự ngờ vực giữa các thành viên vương tộc ngăn cản sự phản kháng có tổ chức. Quốc vương bỏ chạy về phía tây cùng với thái tử và đoàn tùy tùng, để cho quân khởi nghĩa tiến vào và cướp bóc thủ đô mà có ít giao tranh. Quân khởi nghĩa sau đó rút về Kediri, mang theo ngân khố triều đình.

### Amangkurat II lên ngôi và liên minh với VOC

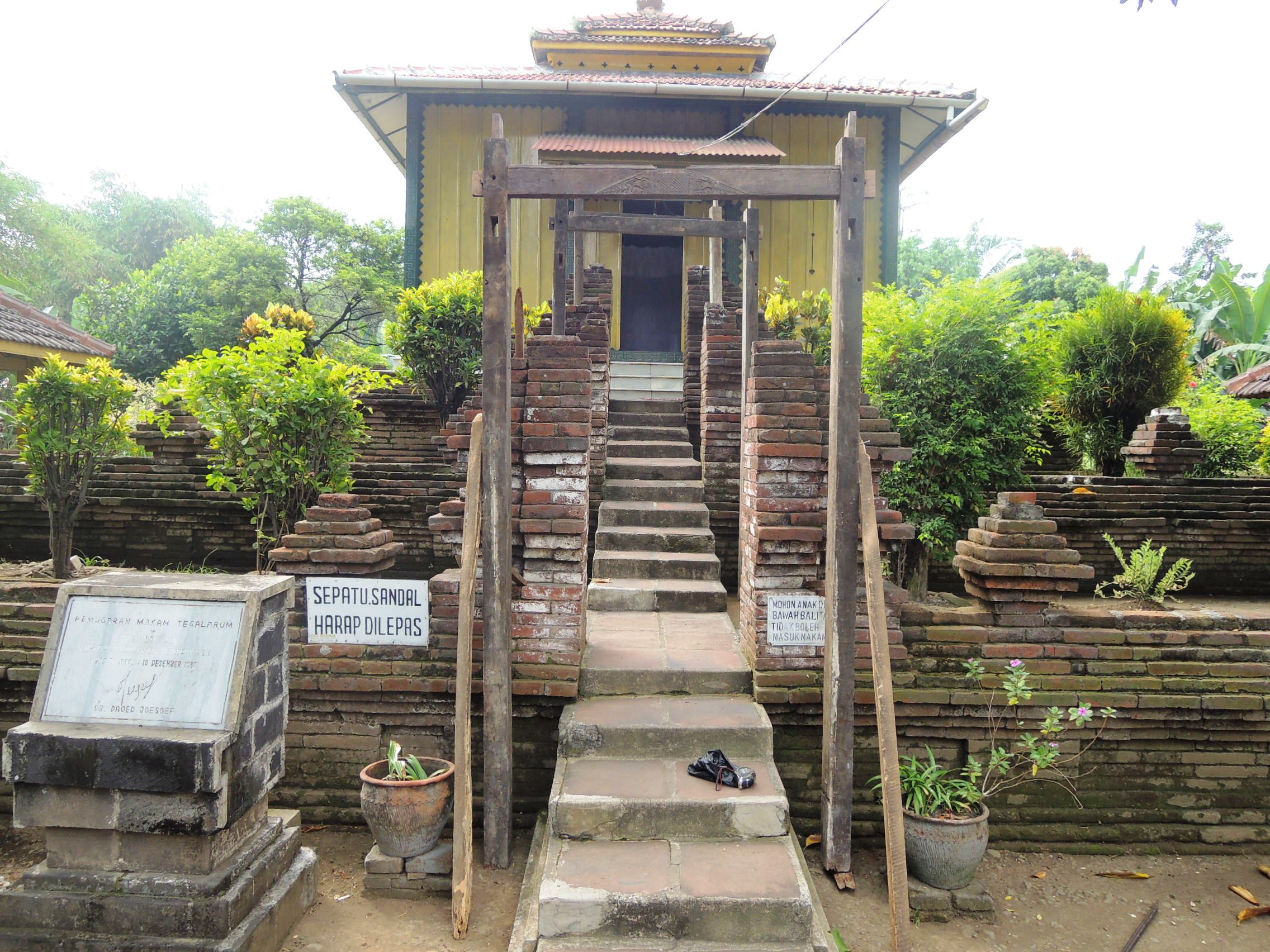
Mộ phần của Amangkurat I tại Khu phức hợp Tegal Arum, huyện Tegal, Trung Java.

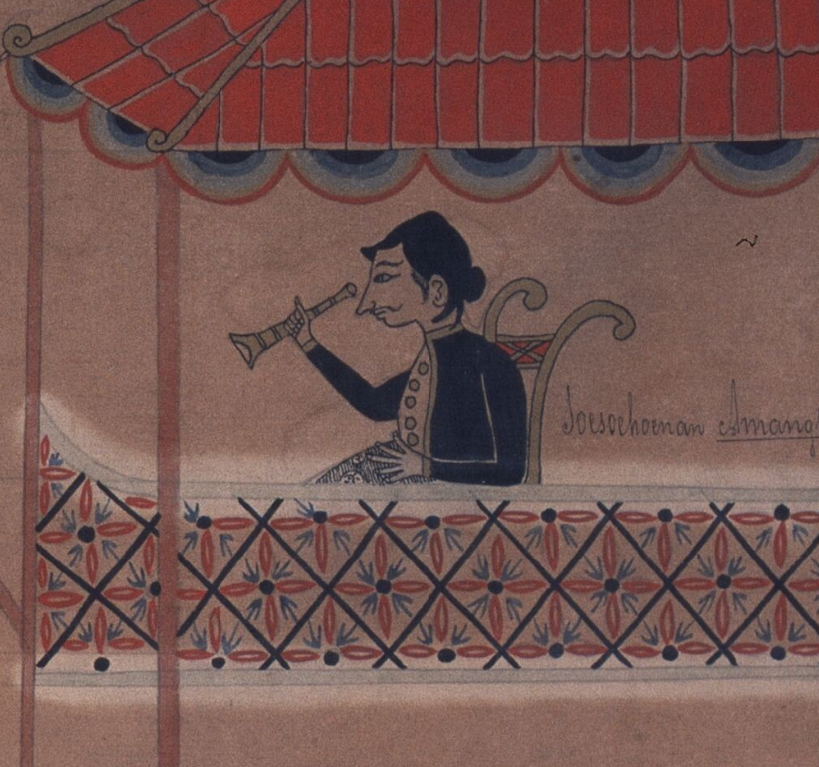
Amangkurat II, quốc vương của Mataram từ năm 1677, trong một bức tranh truyền thống Java.

Quốc vương Amangkurat I qua đời trong thời gian triệt thoái tại Tegal vào tháng 7 năm 1677. Thái tử kế vị cha mình và lấy hiệu là Amangkurat II, và được giới quý tộc Java tại Tegal (quê hương của bà nội ông) cũng như VOC chấp nhận. Tuy nhiên, ông thất bại trong việc khẳng định quyền lực của mình tại thị trấn Cirebon gần đó, khi người thống trị tại đó quyết định tuyên bố độc lập khỏi Mataram với hỗ trợ từ Vương quốc Banten. Hơn nữa, em trai của ông là Pangeran Puger (sau này là Pakubuwana I) chiếm lĩnh thủ đô đã bị tàn phá, người này từ chối tiếp nhận những người trung thành với Amangkurat II và tự xưng là quốc vương với hiệu là Ingalaga Mataram.
Không có quân đội, ngân khố và không thể khẳng định quyền lực của mình, Amangkurat II quyết định liên minh với VOC. Tại thời điểm này, Đô đốc Speelman đang ở Jepara, ông đi thuyền từ Surabaya đến đó sau khi nghe tin thủ đô thất thủ. Lực lượng của VOC giành lại được các thị trấn duyên hải quan trọng tại Trung Java, bao gồm Semarang, Demak, Kudus và Pati. Amangkurat II chuyển đến Jepara trên tàu VOC vào tháng 9 năm 1677. Quốc vương phải đồng ý nhượng bộ sâu rộng yêu cầu của VOC để đổi lấy việc khôi phục chế độ quân chủ của mình. Ông hứa hẹn với VOC về thu nhập của tất cả các thị trấn cảng trên duyên hải phía bắc. Cao nguyên Priangan và Semarang sẽ được nhượng lại cho VOC. Quốc vương cũng đồng ý công nhận quyền tài phán của các tòa án VOC đối với tất cả những người không phải người Java cư trú trên lãnh thổ của mình. Nhà sử học Hà Lan H. J. de Graaf nhận xét rằng bằng cách làm này, tập đoàn VOC đã tham gia vào một "cuộc đầu cơ nguy hiểm", khi họ mong đợi sẽ được đền đáp trong tương lai khi cộng sự của họ giành lại quyền kiểm soát Mataram.
Lực lượng VOC–Mataram tiến chậm chống lại quân khởi nghĩa. Đến đầu năm 1678, quyền kiểm soát của họ bị giới hạn ở một số thị trấn duyên hải. Năm 1678, Speelman trở thành tổng giám đốc của VOC, thay thế Rijcklof van Goens, người trở thành toàn quyền (Speelman trở thành toàn quyền vào năm 1681). Quyền chỉ huy của ông tại Jepara được giao cho Anthonio Hurdt, người đến nơi vào tháng 6 năm 1678.

### Phe trung thành thắng lợi và Trunajaya bị giết

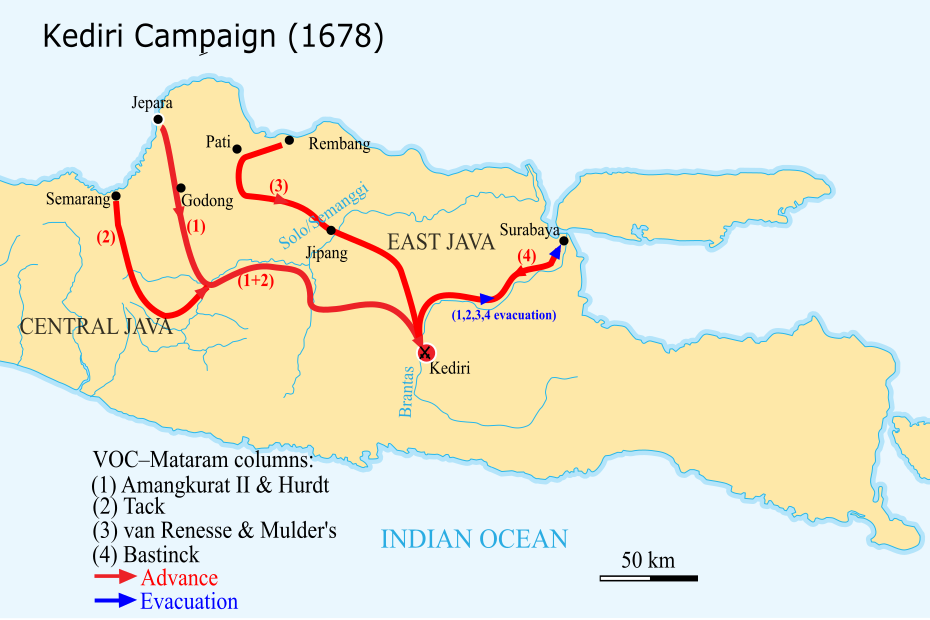
Chiến dịch trên bộ của Mataram–VOC nhằm chiếm thủ đô của Trunajaya tại Kediri.

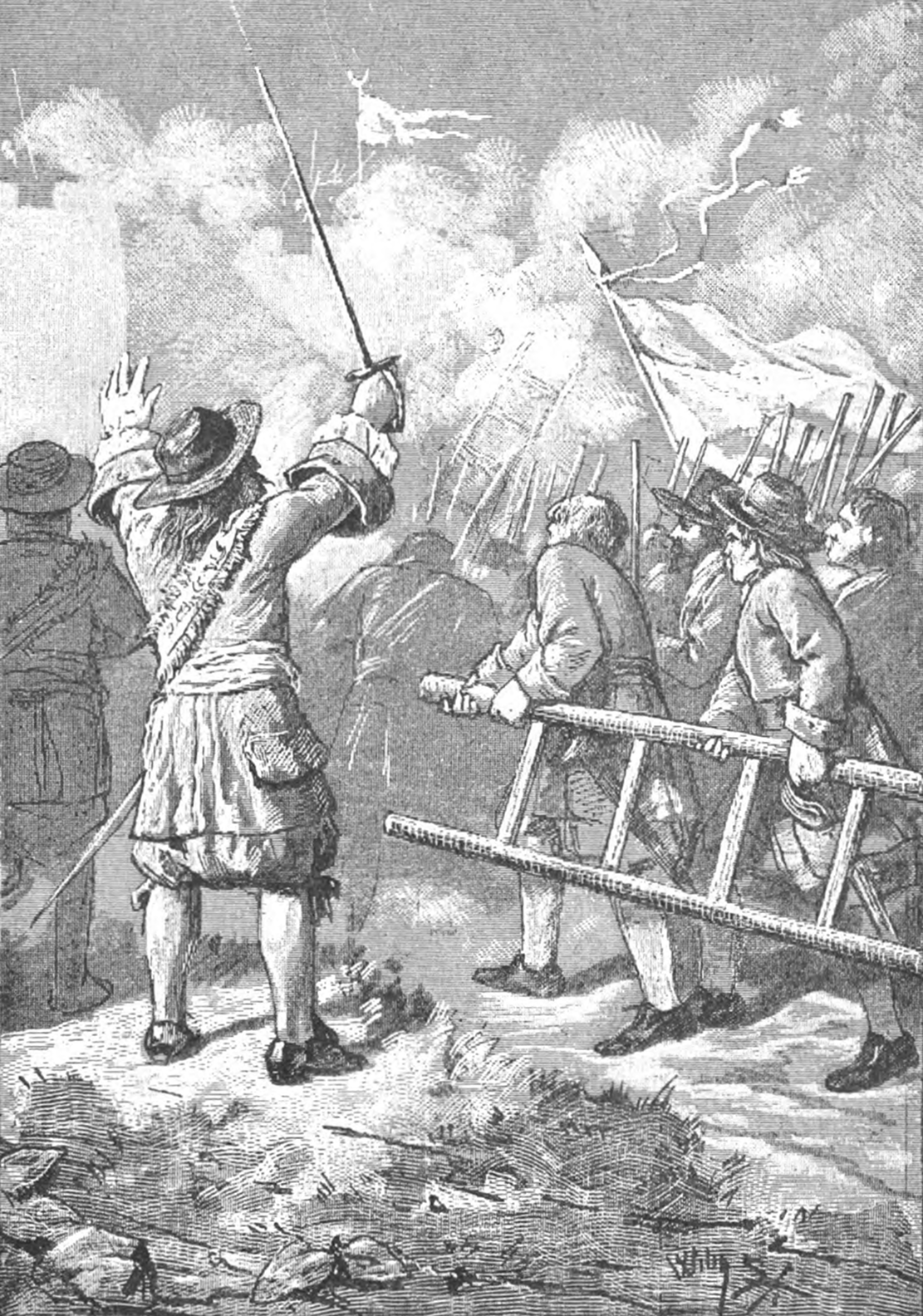
Quân VOC tấn công thủ đô của Trunajaya tại Kediri năm 1678. Miêu tả trong một tiểu thuyết thiếu nhi Hà Lan năm 1890.

Lực lượng VOC và Mataram hành quân vào nội lục nhằm tiến đánh Kediri vào tháng 9 năm 1678. Theo đề xuất của quốc vương, quân đội được chia ra để đi ba lộ song song, ít trực tiếp hơn, nhằm bao trùm nhiều địa điểm hơn và thị uy những phe phái đang do dự về việc nên chọn bên nào. Ý tưởng của quốc vương có hiệu quả, và khi chiến dịch tiếp tục, các băng đảng địa phương đã gia nhập quân đội, háo hức giành chiến lợi phẩm. Kediri bị lực lượng tấn công do François Tack chỉ huy chiếm lĩnh vào ngày 25 tháng 11. Đội quân chiến thắng tiến đến Surabaya, tại đây Amangkurat II thành lập triều đình của mình. Ở những nơi khác, quân khởi nghĩa cũng bị đánh bại. Vào tháng 9 năm 1679, lực lượng liên hợp VOC, Java và Bugis dưới quyền Sindu Reja và Jan Albert Sloot đánh bại Raden Kajoran trong một trận chiến tại Mlambang, gần Pajan. Kajoran đầu hàng nhưng bị hành quyết theo lệnh của Sloot. Vào tháng 11, lực lượng VOC và Bugis đồng minh dưới quyền chỉ huy của Arung Palakka trục xuất thành trì của quân Makassar tại Keper, Đông Java. Vào tháng 4 năm 1680, sau trận chiến mà VOC coi là khốc liệt nhất trong cuộc chiến, lãnh chúa khởi nghĩa Giri bị đánh bại và phần lớn gia đình ông bị hành quyết. Khi VOC và Amangkurat II giành được nhiều chiến thắng hơn, ngày càng nhiều người Java tuyên bố trung thành với quốc vương.
Sau khi thành trì của mình tại Kediri thất thủ, Trunajaya trốn thoát đến vùng núi miền đông Java. Lực lượng của VOC và quốc vương truy đuổi Trunajaya, ông bị cô lập và thiếu lương thực và cuối cùng đầu hàng VOC vào ngày 26 tháng 12 năm 1679. Ban đầu, ông được đối xử tôn trọng trong thân phận một tù nhân của chỉ huy VOC. Tuy nhiên, trong chuyến viếng thăm mang tính nghi lễ tới dinh thự vương thất tại Payak, Đông Java, vào ngày 2 tháng 1 năm 1680, ông bị đích thân Amangkurat II đâm, và các cận thần của quốc vương đã kết liễu ông. Quốc vương bảo vệ việc giết một tù nhân VOC bằng cách nói rằng Trunajaya đã cố giết mình. VOC không bị thuyết phục bởi lời giải thích này nhưng quyết định không yêu cầu quốc vương giải trình. Một câu chuyện lãng mạn hóa về cái chết của Trunajaya xuất hiện trong các babad Trung Java thế kỷ 18.

### Kết thúc cuộc khởi nghĩa của Pangeran Puger
Ngoài lực lượng của Trunajaya, Amangkurat II tiếp tục vấp phải sự phản đối từ em trai là Pangeran Puger, người này chiếm lĩnh thủ đô cũ tại Plered và tự xưng vương vào năm 1677. Trước khi Trunajaya bị đánh bại, lực lượng của Amangkurat II chưa có hành động chống lại ông. Sau khi Trunajaya bị đánh bại, Amangkurat II vẫn không thể thuyết phục được em trai mình quy phục. Vào tháng 9 năm 1680 Amangkurat II xây dựng thủ đô mới tại Kartasura. Vào tháng 11, lực lượng Amangkurat II và VOC đánh đuổi Puger khỏi Plered. Tuy nhiên, Puger nhanh chóng xây dựng lại lực lượng của mình, tái chiếm Plered vào tháng 8 năm 1681 và suýt chiếm được Kartasura. Vào tháng 11 năm 1681, lực lượng VOC và Mataram lại đánh bại Puger, lần này ông ta quy phục và được anh trai mình ân xá.

## Hậu quả

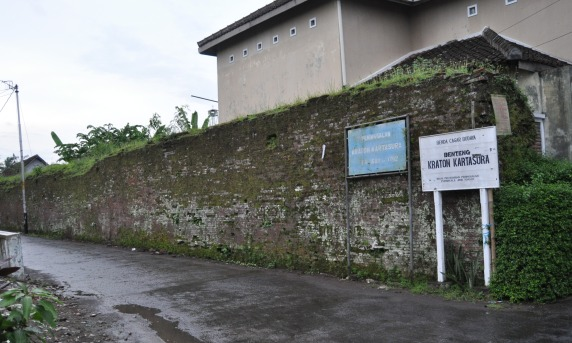
Tàn tích của thủ đô mới Kartasura của Mataram. Amangkurat II xây dựng Kartasura và chuyển thủ đô đến đó sau cuộc khởi nghĩa.

Amangkurat II bảo đảm vững chắc triều đại của mình khi đánh bại quân khởi nghĩa. Do quân khởi nghĩa chiếm giữ và sau đó phá hủy thủ đô tại Plered, nên ông xây dựng thủ đô mới là Kartasura tại huyện Pajang, và chuyển triều đình của mình đến đó. Một pháo đài VOC được xây dựng tại thủ đô, bên cạnh dinh thự của vương thất, nhằm bảo vệ nó khỏi bị xâm chiếm. Đối với VOC, sự tham gia của họ cho phép Amangkurat II đang bị dồn vào chân tường và suýt bị đánh bại có thể ngồi trên ngai vàng của mình. Điều này bắt đầu tiền lệ của việc VOC hỗ trợ các quốc vương hoặc những người yêu cầu ngôi vị tại Java để đổi lấy nhượng bộ. Tuy nhiên, vào năm 1680, chính sách này đòi hỏi mức chi tiêu cao để duy trì sự hiện diện quân sự tại Trung và Đông Java, và điều này góp phần làm suy giảm tài chính của VOC. Các khoản thanh toán mà Amangkurat II hứa hẹn đã không được thực hiện, và đến năm 1682, khoản nợ của quốc vương đối với VOC vượt quá 1,5 triệu real, gấp khoảng 5 lần số tiền của ngân khố triều đình. Việc nhượng lại Semarang bị trì hoãn do tranh chấp, và các quy định khác trong hợp đồng phần lớn đã bị các quan chức Java địa phương phớt lờ. Hơn nữa, một phe chống VOC phát triển trong triều đình Mataram, và một thành viên của phe này là Nerangkusuma trở thành patih (tể tướng) từ năm 1682 đến năm 1686. Mối quan hệ kém giữa Mataram và VOC tiếp tục khi Mataram che chở cho kẻ thù của VOC là Surapati vào năm 1684, và việc thuyền trưởng VOC François Tack chết tại triều đình Mataram năm 1686.
Em trai quốc vương là Pangeran Puger từng cố gắng giành lấy ngôi vương trong cuộc khởi nghĩa Trunajaya, nhưng được quốc vương ân xá. Tuy nhiên, sau khi Amangkurat II mất vào năm 1703 và con trai ông Amangkurat III kế vị, Puger lại giành được vương vị. Yêu sách của Puger được VOC ủng hộ và liên minh VOC-Puger giành chiến thắng trong Chiến tranh Kế vị Java lần thứ nhất sau đó (1704–1708). Puger lên ngôi với hiệu Pakubuwana I và Amangkurat III bị đày đến Ceylon.